# Monossido di stagno
Il monossido di stagno (o ossido stannoso, secondo la nomenclatura tradizionale) è l'ossido dello stagno(II), di formula SnO.
Sostanza combustibile, scarsamente infiammabile. A 300 °C brucia a contatto con l'aria (ovvero l'ossigeno in essa), diventando diossido di stagno ed è praticamente indissolubile nell'acqua.